# Enrique Peñaranda
Enrique Peñaranda del Castillo (ur. 15 listopada 1892 w La Paz, zm. 22 grudnia 1969 w Madrycie) – boliwijski generał i polityk.
Od 1932 do 1935 pełnił funkcję naczelnego dowódcy armii boliwijskiej w wojnie o Chaco z Paragwajem zakończonej klęską kraju Penarandy; mimo to 15 kwietnia 1940 udało mu się objąć władzę w państwie jako prezydent z ramienia konserwatywnej Partii Unii Republikańsko-Socjalistycznej (PURS). W 1942 krwawo stłumił powstanie góników w Catavi i w dniu 20 grudnia tego roku przewrót wojskowy pozbawił go urzędu.